# Antonio Moresco
Antonio Moresco (* 30. říjen 1947, Mantova) je italský spisovatel, dramatik a esejista.

## Životopis
Jako literát na sebe upozornil až ve věku 46 let, poté co překonal letitý nezájem nakladatelů o jeho literární tvorbu. Jeho literární prvotinou, uveřejněnou až v roce 1993, byla sbírka tří povídek Ilegalita (Clandestinità). O pět let později pak vyšla kniha Dopisy bez adresáta/Dopisy nikomu (Lettere a nessuno).
Vůbec první jeho knihou, přeloženou do češtiny, byla roku 2016 novela Světýlko (La lucina).